# Benedetto Ferrari
Benedetto Ferrari (Reggio nell'Emilia, 1597 – Modena, 22 ottobre 1681) è stato un poeta e compositore italiano.

## Biografia
Il suo soprannome è della Tiorba, a causa della sua bravura nel suonare lo strumento. 
Ha lavorato dapprima a Roma (1617-1618), successivamente a Parma (1619-1623), e probabilmente a Modena nel periodo compreso tra il 1623 e il 1637. 
Scrisse un buon numero di poemi e ne compose la musica, nel periodo che va dal 1637 al 1644, trascorso per lo più a Venezia.
Successivamente iniziò a comporre una serie di balletti, alcuni dei quali al servizio dell'imperatore d'Austria, Ferdinando III, dato che Ferrari si trasferì a Vienna nel 1651 con l'incarico di strumentista nella cappella musicale. A Vienna il 12 febbraio 1652 venne messa in scena la sua Dafne in alloro, invece il 24 febbraio 1653 fu rappresentata a Ratisbona L'inganno d'amore.
Nel 1653, ritornò in Italia, dopo aver ricevuto l'incarico di maestro di cappella presso la corte di Francesco I d'Este, a Modena.
Tra le sue opere è da ricordare l'Andromeda, con la musica di Francesco Mannelli, che debuttò nel 1637 al Teatro San Cassiano di Venezia, primo teatro aperto al pubblico pagante. Seguirono La maga fulminata con il libretto del compositore e di Ludovico Ariosto al Teatro San Cassiano (1638), l'Armida con il libretto del compositore e di Torquato Tasso, rappresentata nel 1639 al Teatro Santi Giovanni e Paolo di Venezia e Il pastor regio al Teatro San Moisè di Venezia (1640).
Nel 1641 l'opera La ninfa avara ebbe la prima assoluta al Teatro San Moisè e nel 1643 Il principe giardiniero al Teatro Santi Giovanni e Paolo. Nel 1655 l'oratorio Il Sansone ebbe la prima a Modena, nel 1656 l'opera Gli amori di Alessandro Magno, e di Rossane a Bologna e nel 1658 L'Erosilda con il libretto di Carlo Vigarani a Modena.
Ferrari nelle sue opere espresse una saldatura tra la tradizione romana e il melodramma veneziano; i suoi libretti si caratterizzarono per l'ambientazione mitologica, per le tematiche cavalleresche, per il gusto per l'intrigo, per la fastosità della messa in scena, per la partecipazione di personaggi comici.
Da un punto di vista musicale, Ferrari oltrepassò la contrapposizione tra stile madrigalistico e stile arioso e quindi introdusse innovazioni nella vocalità.
Ferrari fu uno dei più impegnati impresari e organizzatori teatrali del suo tempo.

## Discografia
- AA. VV., Amor Tiranno, (contiene "Amanti io vi so dire") Carlo Vistoli controtenore, Ensemble Sezione Aurea, Outhere 2020.